# Barylestis montandoni
Barylestis montandoni är en spindelart som först beskrevs av Roger de Lessert 1929.  Barylestis montandoni ingår i släktet Barylestis och familjen jättekrabbspindlar. Inga underarter finns listade.